# Saint-Martin-du-Puy (Gironda)
Saint-Martin-du-Puy é uma comuna francesa na região administrativa da Nova Aquitânia, no departamento da Gironda. Estende-se por uma área de 8,96 km². Em 2010 a comuna tinha 176 habitantes (densidade: 19,6 hab./km²).